# Grande Prêmio do Barém de 2013
O Grande Prêmio do Barém de 2013 foi a quarta corrida da temporada de 2013 da Fórmula 1. A prova disputada no dia 21 de abril no Circuito Internacional do Barém, localizado na cidade de Sakhir.

## Resultados

### Treino classificatório
| Pos.   | Nu. | Piloto                | Construtor           | Q1        | Q2        | Q3        | Grid |
| ------ | --- | --------------------- | -------------------- | --------- | --------- | --------- | ---- |
| 1      | 9   | Nico Rosberg          | Mercedes             |           |           | 01:32.330 | 1    |
| 2      | 1   | Sebastian Vettel      | Red Bull-Renault     |           |           | 01:32.584 | 2    |
| 3      | 3   | Fernando Alonso       | Ferrari              |           |           | 01:32.667 | 3    |
| 4      | 10  | Lewis Hamilton †      | Mercedes             |           |           | 01:32.762 | 9    |
| 5      | 2   | Mark Webber ††        | Red Bull-Renault     |           |           | 01:33.078 | 7    |
| 6      | 4   | Felipe Massa          | Ferrari              |           |           | 01:33.207 | 4    |
| 7      | 14  | Paul di Resta         | Force India-Mercedes |           |           | 01:33.235 | 5    |
| 8      | 15  | Adrian Sutil          | Force India-Mercedes |           |           | 01:33.246 | 6    |
| 9      | 7   | Kimi Räikkönen        | Lotus-Renault        |           |           | 01:33.327 | 8    |
| 10     | 5   | Jenson Button         | McLaren-Mercedes     |           |           | sem tempo | 10   |
| 11     | 8   | Romain Grosjean       | Lotus-Renault        |           | 01:33.762 |           | 11   |
| 12     | 6   | Sergio Pérez          | McLaren-Mercedes     |           | 01:33.914 |           | 12   |
| 13     | 19  | Daniel Ricciardo      | Toro Rosso-Ferrari   |           | 01:33.974 |           | 13   |
| 14     | 11  | Nico Hulkenberg       | Sauber-Ferrari       |           | 01:33.976 |           | 14   |
| 15     | 17  | Valtteri Bottas       | Williams-Renault     |           | 01:34.105 |           | 15   |
| 16     | 18  | Jean-Éric Vergne      | Toro Rosso-Ferrari   |           | 01:34.284 |           | 16   |
| 17     | 16  | Pastor Maldonado      | Williams-Renault     | 01:34.425 |           |           | 17   |
| 18     | 12  | Esteban Gutiérrez ††† | Sauber-Ferrari       | 01:34.730 |           |           | 22   |
| 19     | 20  | Charles Pic           | Caterham-Renault     | 01:35.283 |           |           | 18   |
| 20     | 22  | Jules Bianchi         | Marussia-Cosworth    | 01:36.178 |           |           | 19   |
| 21     | 19  | Giedo van der Garde   | Caterham-Renault     | 01:36.304 |           |           | 20   |
| 22     | 23  | Max Chilton           | Marussia-Cosworth    | 01:36.476 |           |           | 21   |
| Fonte: |     |                       |                      |           |           |           |      |